# Albert Trapp
Albert Trapp (* 10. März 1890 in Braunschweig; † 13. September 1966 ebenda) war ein deutscher Pädagoge, Hochschullehrer, Schriftsteller und Historiograf.

## Leben
Der Sohn eines Handwerksmeisters wuchs im Braunschweiger Magniviertel auf und besuchte die Waisenhausschule BMV, anschließend von 1904 bis 1910 das Lehrerseminar in Braunschweig und kehrte dann als Erzieher an das Große Waisenhaus zurück. Ab 1917 war Trapp im Braunschweigischen Schuldienst, seit 1923 als Mittelschullehrer.
Bis 1945 arbeitete er als Lehrer an verschiedenen Braunschweiger Schulen. Anschließend wurde er zum Dozenten für Deutsch und Pädagogik an der Braunschweiger Kant-Hochschule berufen. Als stellvertretender Direktor war Trapp wesentlich am Aufbau der Pädagogischen Hochschule Braunschweig beteiligt. 1948 wurde er zum Professor an der PH berufen.
Nach Ende des Zweiten Weltkrieges und im Anschluss an seine Pensionierung widmete sich Trapp der Wiederbelebung des kulturellen Lebens in Braunschweig, indem er Konzerte, Lesungen und Vorträge organisierte. Insgesamt war er über 25 Jahre auch als Musik- und Theaterkritiker tätig.
Albert Trapp starb an den Folgen eines Verkehrsunfalls.

## Ehrungen
1965 wurde Albert Trapp das Bundesverdienstkreuz verliehen.

## Werke
Trapp verfasste zahlreiche kulturhistorische und biografische Schriften, u. a. auch für Jugendliche. Darüber hinaus verfasste er Arbeiten über die Geschichte Braunschweiger Unternehmen oder zur Wirtschaftsgeschichte der Stadt Braunschweig. Darunter:
- Gotthold Ephraim Lessing 1729–1929 : des Dichters Leben u. Schaffen d. Jugend. Appelhans, Braunschweig um 1929, DNB 36290121X.
- Ein Markttag in Braunschweig um 1500. In: Der Appelhans. Nr. 2, Niedersächsische Jugendbücherei, Appelhans, Braunschweig um 1935, DNB 362901228
- Wullbrandt und Seele – Braunschweig – 1550–1950 Braunschweig. 400 Jahre im Dienste der Wirtschaft. Druck und Verlag E. Appelhans, Braunschweig 1950, DNB 901272108.
- 200 Jahre Waisenhaus-Buchdruckerei Braunschweig 1751–1951. Waisenhaus-Buchdruckerei, Braunschweig 1952, DNB 455099383.
- Eine Dorfschmiede war der Anfang: Heinrich Büssing und sein Werk. Appelhans, Braunschweig 1953, DNB 576709050.
- Gebrüder Jürgens, Braunschweig, 1726–1956: Skizze zu einer Geschichte der Kolonialwaren- und Zuckerwaren-Großhandlung und Kaffee-Großrösterei von Gebrüder Jürgens. Braunschweig 1956, DNB 455099367.
- Albert Trapp, Günter Lages: Die Braunschweiger Wirtschaft und der neue Bahnhof. Industrie- und Handelskammer Braunschweig, Braunschweig 1960, DNB 452678064.
- Geschichte einer Familie und ihrer Firma in der Stadt Braunschweig. 1812–1962: Zum 150-jährigen Jubiläum H. Müller sen. den Freunden des Hauses zugeeignet. Lackfabrik H. Müller sen., Braunschweig 1962, DNB 451506731.

### Herausgeberschaft
- Germanistische Studien. Schriftenreihe der Pädagogischen Hochschule Braunschweig – Kant-Hochschule.

### Schriftleitung
Trapp war Redakteur des Schulblatts für Braunschweig und Anhalt sowie der Mitteilungen der Raabe-Gesellschaft, deren Mitglied er war. Darüber hinaus war er ebenfalls mehrere Jahre hindurch leitender Redakteur der Jugendbuchreihe Der Appelhans.
Trapp arbeitete ebenfalls mit an der Neuen Deutschen Biographie und war lange Jahre Mitglied der Kleiderseller.